# James Agar (1er vicomte Clifden)
James Agar, 1er vicomte Clifden (25 mars 1734 – 1er janvier 1789) est un homme politique et pair irlandais.

## Biographie

### Vie privée
Il est le deuxième fils de Henry Agar, ancien député de Gowran, et d'Anne Ellis, et est probablement né à Gowran Castle le 25 mars 1734. Il est le frère ainé de Charles Agar, 1er comte de Normanton qui devient archevêque de Dublin de l’Église d'Irlande .
Il devient baron Clifden le 27 juillet 1776 et vicomte Clifden le 12 janvier 1781.
Il meurt le 1er janvier 1789 et son fils aîné devient le deuxième vicomte et deuxième baron Mendip. 

### Vie publique
En plus d'être député de Gowran, pour lequel il siège à trois reprises, de 1753 à 1761, de 1768 à 1769 et de 1776 à 1777, il contrôle trois autres sièges de l'arrondissement grâce à la puissance de sa famille. Entre 1761 et 1776, il représente le comté de Kilkenny et entre 1768 et 1769 Thomastown. 
Il occupe le poste de ministre général des Postes d'Irlande entre 1784 et 1789 avec William Ponsonby, 1er baron Ponsonby.

## Famille
Il épouse, le 20 mars 1760, Lucia Martin (?-1802), fille de John Martin. Ils ont trois enfants.
- Henry Ellis, 2e vicomte Clifden (22 janvier 1761 - 13 juillet 1836) épouse Caroline Spencer (27 octobre 1763- 23 novembre 1813), dont descendance ;
- John Ellis Agar (31 décembre 1764 - 3 janvier 1797) épouse Harriet Flower (? - 14 janvier 1813), sans descendance ;
- Charles Bagenal Agar (13 août 1769 - 16 juin 1811) épouse Anna Maria Hunt (29 mars 1771 - ?), dont descendance.